# Lorient
Lorient (francouzsky  Lorient) je francouzské město v departementu Morbihan v regionu Bretaň. V roce 2010 zde žilo 57 204 obyvatel. Je centrem arrondissementu Lorient. Rozkládá se v nadmořské výšce kolem 15 m n. m.
Jméno Lorient pochází z francouzského L’Orient (Orient), protože zdejší přístav byl domovem flotily Francouzské Východoindické společnosti.

## Ponorková základna
Za druhé světové války se v tomto městě se také nacházela jedna z ponorkových základen německého námořnictva Kriegsmarine - ponorková základna Keroman, která nyní slouží jako muzeum. Do tohoto přístavu za druhé světové války směřovala také japonská ponorka I-52, která do něj nedoplula.

## Partnerská města
- České Budějovice, Česko